# 萬浪学
萬浪 学（まんなみ まなぶ、1968年4月4日 -）は、日本の防衛官僚。
田中直紀防衛大臣（当時）の秘書官を務め、国会審議中、懸命に田中大臣を補佐していたが、2012年2月6日付で北澤俊美元防衛大臣の秘書官を務めた吉田孝弘と体調不良のため交代した。

## 人物
兵庫県出身。白陵高等学校を経て、東京大学法学部卒業。

## 略歴
- 1991年：防衛庁入庁　長官官房総務課
- 1994年：大蔵省主計局地方財政第二係調査主任
- 1996年：防衛局調査第二課分析班部員
- 1997年：防衛局調査課情報室部員
- 1998年：長官官房秘書課部員
- 2000年：防衛施設庁労務部労務企画課労務対策調査専門官
- 2000年：長官官房秘書課部員
- 2000年：防衛施設庁施設部施設企画課課長補佐
- 2001年：防衛局防衛政策課政策第二班長
- 2002年：防衛局国際企画課部員
- 2003年：運用局運用課部員
- 2006年：防衛政策局防衛計画課部員
- 2008年：防衛政策局防衛政策課部員
- 2009年：防衛政策局防衛政策課海洋政策室長
- 2010年：大臣官房秘書課付
- 2011年：防衛大臣秘書官
- 2012年：運用企画局国際協力課長
- 2014年：大臣官房企画評価課長
- 2016年：内閣官房内閣参事官（国家安全保障局）
- 2020年：防衛装備庁プロジェクト管理部長
- 2021年：防衛装備庁装備政策部長[3]
- 2023年：内閣官房副長官補付 内閣審議官[4]
- 2024年：防衛省大臣官房長
- 2025年：防衛政策局長[5]